# 염색분체
염색분체(染色分體, chromatid)란 염색체가 복제되어 2개의 사본이 만들어졌을 때 그 절반으로 정의된다. 세포 주기에서 S기 때 염색체가 복제되면서 하나의 염색체는 2개의 염색분체를 가지게 되며, 이후 분열기 때 복제된 염색체가 나뉘어 각 염색분체는 딸세포로 나뉘어 들어간다. 염색분체는 복제된 염색체에서만 정의되기 때문에 체세포분열 후기 때 복제된 염색체가 나누어지면 그 부분은 더 이상 염색분체라고 지칭하지 않고 염색체라고 부른다. 따라서 실제로 체세포분열 후기부터 세포질분열이 일어나기 전까지 일시적으로 하나의 세포는 2배의 염색체 수를 가지며, 세포질분열이 끝나면 딸세포가 각각 모세포와 같은 1배의 염색체 수를 가진다.